# استان تیرامو
استان تیرامو (به ایتالیایی: Provincia di Teramo) استانی در ناحیه آبروتزو در ایتالیا است. 
مرکز این استان شهر تیرامو می‌باشد. 
مساحت این استان ۱٬۹۴۷.۶۴ کیلومتر مربع و در سال ۲۰۱۱ جمعیت آن ۳۱۲٬۳۱۱ بوده‌است. 
این استان از سمت شرق به آب‌های مدیترانه و از سمت غرب به کوه‌های آپنین محدود می‌شود. پر جمعیت‌ترین شهر این استان مرکز آن است.